# Las mujeres de Jeremías
Las mujeres de Jeremías és una pel·lícula de western hispano-mexicana amb elements de pel·lícula eròtica. Tito Fernández va dirigir la pel·lícula, coneguda internacionalment com a Bordello, el 1981.

## Sinopsi
Jeremías Sánchez és un pastor protestant; Viu amb la seva dona Tamar i quatre boniques filles a Nogales, al nord de Mèxic. L’assetjament d’un quartet de joves sempre presenta als pares nous problemes per defensar l’honor de la família i la innocència de les seves filles, que gestionen amb tota mena d’astúcia i temeritat. Per empitjorar les coses, el ferrer local "Pancho" desitja Tamar, cosa que provoca que es baralli amb Jeremías. Un dia, Jeremías rep una carta dels Estats Units informant-lo de la mort de la seva germana i convertint-lo en hereu d’un ranxo. Cansat de les constants disputes a Nogales, viatja amb la seva dona i les seves filles a Newton (Arizona).
Tanmateix, el jutge local li informa en presència de Spencer Dalton que la propietat no tenia cap valor i que l'edifici que li pertany havia servit de prostíbul. No obstant això, Jeremías està decidit a complir l'última voluntat dels seus parents i transformar el ranxo en un paradís virtuós. Això provoca la ràbia del veí Jonathan Dalton (Chuck Connors), que és el líder d’una banda de germans mesquins i que vol fer-se càrrec dels locals de Sánchez. Perquè sota el "jardí de Venus", com es diu el bordell, s'emmagatzema molt coure i, per arribar-hi, la germana de Jeremías va ser assassinada. Per descomptat, Tamar només ho va saber després que el seu piadós marit fos víctima d’un atac dels Daltons.
La vídua gairebé va tornar a Nogales amb la seva descendència, però després decideix quedar-se i lluitar amb els criminals. Zacarías, un jove newtonià, és enviat a Mèxic per convocar els quatre nois que solien atacar les belleses de Sánchez tot el temps, però sense èxit; una mica més tard “Pancho” creua la frontera. Juntament amb dues dones locals, decideixen atraure els dolents en una trampa reobrint el prostíbul. Ben preparats per l'atac dels Dalton, els superen i expulsen. Aleshores, a "Pancho" li agradaria quedar-se amb Tamar, però, encara està de dol. Mentrestant les quatre filles es casen amb els seus "salvadors"; de la mateixa manera que l'esperat acte sexual s'està realitzant en veu alta a tots els llits la nit del casament, Jonathan Dalton i la seva colla llancen un altre atac contra el ranxo. Per desgràcia per a ell, una de les núvies en ple èxtasi sexual prem el gallet d'un dispositiu que es va instal·lar en preparació del primer atac, i els brivalls cauen víctimes d’una gegantina explosió.

## Repartiment
- Isela Vega: Tamar Sanchez
- Jorge Rivero: Jeremías Sanchez
- Andrés García: Pancho, der Schmied
- Chuck Connors: Jonathan Dalton
- María José Cantudo: Esther Sanchez
- Michael Conrad: Spencer Dalton
- John Ireland: Richter
- Enrique Novi: Porfirio
- Miguel Ángel Ferriz: Miguel
- Ana de Sade: Lupe Sanchez
- Taida Urruzola: María Sanchez
- Verónica Miriel: Raquel Sanchez
- Jorge Reynoso: Juan
- Guillermo Lagunes: Pedro

## Crítiques
Es tracta d'una "pel·lícula d'entreteniment superficial" que utilitza "un motiu de comèdia amb freqüència i, per tant, és una mica estrafolària", segons Fotogramas.